# 오장 (전한)
오장(吳章, ? ~ 3년)은 전한 말기의 유학자로, 자는 위군(偉君)이며 우부풍 평릉현(平陵縣) 사람이다. 허상의 밑에서 수학하였고, 허상의 제자들 중 말솜씨로 두각을 드러내었다.

## 행적
《상서》에 통달하였고, 조정의 부름을 받아 박사(博士)가 되었다.
왕망은 평제를 황제로 옹립할 때, 평제의 생모 위씨(衛氏)와 그 일족을 장안에 들이지 않고, 그녀를 중산효왕의 왕후로서 중산나라에 머무르게 하였다. 왕망의 아들 왕우는, 평제가 장성하면 이것이 화근이 되리라고 여겨 위씨를 장안에 불러들이려 하였다.
원시 3년(3년), 제자인 왕우와 그 아내의 오라비 여관과 함께 모의하여, 이상현상을 날조하여 왕망을 놀라게 하고, 오장이 이를 위씨를 장안으로 불러들여야 한다는 의미로 해석하기로 하였다. 이에 여관이 밤중에 왕망의 집에 피를 끼얹으려 하였으나, 문지기에게 들키는 바람에 모의가 들통나고 말았다.
하옥된 왕우는 스스로 독을 마시고 죽었고, 임신 중이었던 왕우의 아내는 출산할 때까지 살려두었다가 죽였다. 왕망은 왕우의 죄를 관숙·채숙에 견주어 조정에 상주하였고, 신하들의 재촉을 받은 왕태후는 이를 치하하였다. 한편 왕망은 대사공 견풍에게 사건을 철저히 조사하게 하였고, 결국 오장은 요참에 처해지고 동시(東市)에서 시체가 찢겼다.
당대에 명성이 있었던 유학자로, 제자가 천여 명이나 되었으나, 죽은 후 왕망은 이들의 임관을 막았다. 결국 제자들은 다른 사람을 스승으로 삼고는 자신이 오장의 제자였다는 사실을 숨겼다. 그러나 대사도연(大司徒掾) 운창은 자신이 오장의 제자임을 스스로 밝히고, 시체를 거두어 관을 짜고 장사지냈다.

## 출전
- 반고, 《한서》
  - 권67 양호주매운전
  - 권88 유림전
  - 권99상 왕망전 上